# Бокс на літніх Олімпійських іграх 2024 — кваліфікація
Кваліфікація на турнір з боксу на літніх Олімпійських іграх 2024 проходила на основі мультиспортивних кваліфікаційних турнірів та світових кваліфікаційних турнірів.
У червні 2022 року МОК відсторонив Міжнародну асоціацію аматорського боксу від організації турніру за «тривалі проблеми з порушеннями у сферах фінансів, управління, етики, арбітражу та суддівства». МОК встановив власні критерії відбору на змагання.
Для боксерів виділено 248 квот, по 124 для чоловіків та жінок. Це на 41 квоту менше ніж у 2020 році. Кожний Олімпійський комітет міг бути представлений одним спортсменом у кожному виді програми. 6 квот зарезервовано для країни-господарки Франції (по 3 для чоловіків та жінок). Ще 9 квот (4 для чоловіків та 5 для жінок) отримають спортсмени за рішенням Трьохсторонньої комісії.
Для всіх країн квоти будуть розіграні на континентальних мультиспортивних змаганнях у 2023 році, а також на двох світових кваліфікаційних турнірах, які відбудуться у 2024 році.

## Країни, що кваліфікувалися
| НОК                                 | Чоловіки | Чоловіки | Чоловіки | Чоловіки | Чоловіки | Чоловіки | Чоловіки | Жінки | Жінки | Жінки | Жінки | Жінки | Жінки | Загалом |
| НОК                                 | 51       | 57       | 63.5     | 71       | 80       | 92       | +92      | 50    | 54    | 57    | 60    | 66    | 75    | Загалом |
| ----------------------------------- | -------- | -------- | -------- | -------- | -------- | -------- | -------- | ----- | ----- | ----- | ----- | ----- | ----- | ------- |
| Австралія (AUS)                     | Так      | Так      | Так      | Так      | Так      |          | Так      | Так   | Так   | Так   | Так   | Так   | Так   | 12      |
| Азербайджан (AZE)                   | Так      |          | Так      |          | Так      | Так      | Так      |       |       |       |       |       |       | 5       |
| Алжир (ALG)                         |          |          | Так      |          |          |          | Так      | Так   |       |       | Так   | Так   |       | 5       |
| Бельгія (BEL)                       |          | Так      |          |          |          | Так      |          |       |       |       |       | Так   |       | 3       |
| Болгарія (BUL)                      |          | Так      | Так      | Так      |          |          |          |       | Так   | Так   |       |       |       | 5       |
| Бразилія (BRA)                      | Так      | Так      |          |          | Так      | Так      | Так      | Так   | Так   | Так   | Так   | Так   |       | 10      |
| Велика Британія (GBR)               |          |          |          | Так      |          | Так      | Так      |       | Так   |       |       | Так   | Так   | 6       |
| Венесуела (VEN)                     |          |          | Так      |          |          |          |          |       |       | Так   |       |       |       | 2       |
| В'єтнам (VIE)                       |          |          |          |          |          |          |          |       | Так   |       | Так   |       |       | 2       |
| Вірменія (ARM)                      |          |          |          |          |          |          | Так      |       |       |       |       |       |       | 1       |
| Грузія (GEO)                        |          |          | Так      |          |          | Так      |          |       |       |       |       |       |       | 2       |
| Данія (DEN)                         |          |          |          | Так      |          |          |          |       |       |       |       |       |       | 1       |
| Демократична Республіка Конго (COD) |          |          |          |          |          |          |          |       |       | Так   |       | Так   |       | 2       |
| Домініканська Республіка (DOM)      | Так      |          |          |          | Так      |          |          |       |       |       |       | Так   |       | 3       |
| Еквадор (ECU)                       |          |          |          | Так      |          |          | Так      |       |       |       | Так   |       |       | 3       |
| Єгипет (EGY)                        |          |          |          | Так      | Так      |          |          |       | Так   |       |       |       |       | 3       |
| Замбія (ZAM)                        | Так      |          |          |          |          |          |          |       |       |       |       |       |       | 1       |
| Індія (IND)                         | Так      |          |          | Так      |          |          |          | Так   | Так   | Так   |       |       | Так   | 6       |
| Ірландія (IRL)                      |          | Так      | Так      | Так      |          | Так      |          | Так   | Так   | Так   | Так   | Так   | Так   | 10      |
| Іспанія (ESP)                       | Так      | Так      | Так      |          |          | Так      | Так      | Так   |       |       |       |       |       | 6       |
| Італія (ITA)                        |          |          |          |          | Так      | Так      | Так      | Так   | Так   | Так   | Так   | Так   |       | 8       |
| Йорданія (JOR)                      |          |          | Так      | Так      | Так      |          |          |       |       |       |       |       |       | 3       |
| Панама (PAN)                        |          |          |          |          |          |          |          |       |       |       |       |       | Так   | 1       |
| Південна Корея (KOR)                |          |          |          |          |          |          |          |       | Так   |       | Так   |       |       | 2       |
| Північна Корея (PRK)                |          |          |          |          |          |          |          |       | Так   |       | Так   |       |       | 2       |
| Польща (POL)                        |          |          |          | Так      |          | Так      |          |       |       | Так   |       | Так   | Так   | 5       |
| Пуерто-Рико (PUR)                   | Так      |          |          |          |          |          |          |       |       | Так   |       |       |       | 2       |
| Румунія (ROU)                       |          |          |          |          |          |          |          |       | Так   |       |       |       |       | 1       |
| Кабо-Верде (CPV)                    | Так      |          |          |          |          |          |          |       |       |       |       |       |       | 1       |
| Казахстан (KAZ)                     | Так      | Так      | Так      | Так      | Так      | Так      | Так      | Так   |       | Так   |       |       | Так   | 10      |
| Киргизстан (KGZ)                    |          | Так      |          |          |          |          |          |       |       |       |       |       |       | 1       |
| Канада (CAN)                        |          |          | Так      |          |          |          |          |       |       |       |       |       | Так   | 2       |
| Китай (CHN)                         |          |          |          |          | Так      | Так      |          | Так   | Так   | Так   | Так   | Так   | Так   | 8       |
| Китайський Тайбей (TPE)             |          |          | Так      | Так      |          |          |          |       | Так   | Так   | Так   | Так   |       | 6       |
| Колумбія (COL)                      |          | Так      |          |          |          |          |          | Так   | Так   | Так   | Так   |       |       | 5       |
| Косово (KOS)                        |          |          |          |          |          |          |          |       |       |       | Так   |       |       | 1       |
| Збірна біженців (EOR)               |          |          |          |          |          |          |          |       |       |       |       |       | Так   | 1       |
| Куба (CUB)                          | Так      | Так      | Так      |          | Так      | Так      |          |       |       |       |       |       |       | 5       |
| Марокко (MAR)                       |          |          |          |          |          |          |          | Так   | Так   |       |       |       | Так   | 3       |
| Мексика (MEX)                       |          |          | Так      | Так      |          |          |          | Так   |       |       |       |       | Так   | 4       |
| Мозамбік (MOZ)                      |          |          |          |          |          |          |          |       |       |       |       | Так   |       | 1       |
| Монголія (MGL)                      |          |          | Так      |          |          |          |          | Так   | Так   |       |       |       |       | 3       |
| Нігерія (NGR)                       |          | Так      |          |          |          | Так      |          |       |       |       | Так   |       |       | 3       |
| Нідерланди (NED)                    |          |          |          |          |          |          |          |       |       |       | Так   |       |       | 1       |
| Німеччина (GER)                     |          |          |          |          |          |          | Так      | Так   |       |       |       |       |       | 2       |
| Норвегія (NOR)                      |          |          |          |          |          |          | Так      |       |       |       |       |       | Так   | 2       |
| Самоа (SAM)                         |          |          |          |          |          | Так      |          |       |       |       |       |       |       | 1       |
| Сербія (SRB)                        |          |          |          | Так      |          |          |          |       | Так   |       | Так   |       |       | 3       |
| Словаччина (SVK)                    |          |          |          |          |          |          |          |       |       |       |       | Так   |       | 1       |
| США (USA)                           | Так      | Так      |          | Так      |          |          | Так      | Так   |       | Так   | Так   | Так   |       | 8       |
| Таджикистан (TJK)                   |          |          | Так      |          |          | Так      |          |       |       | Так   |       |       |       | 3       |
| Таїланд (THA)                       | Так      |          |          |          | Так      |          |          | Так   | Так   |       | Так   | Так   | Так   | 7       |
| Туніс (TUN)                         |          |          |          |          |          |          |          |       |       | Так   |       |       |       | 1       |
| Туреччина (TUR)                     | Так      |          |          | Так      | Так      |          |          | Так   | Так   | Так   | Так   | Так   |       | 8       |
| Угорщина (HUN)                      |          |          | Так      |          | Так      |          |          |       |       |       |       | Так   |       | 3       |
| Узбекистан (UZB)                    | Так      | Так      | Так      | Так      | Так      | Так      | Так      | Так   | Так   |       |       | Так   |       | 10      |
| Україна (UKR)                       |          | Так      |          |          | Так      |          | Так      |       |       |       |       |       |       | 3       |
| Хорватія (CRO)                      |          |          |          |          | Так      |          |          |       |       |       |       |       |       | 1       |
| Франція (FRA)                       | Так      |          | Так      | Так      |          |          | Так      | Так   |       | Так   | Так   |       | Так   | 8       |
| Філіппіни (PHI)                     |          | Так      |          |          | Так      |          |          | Так   |       | Так   |       |       | Так   | 5       |
| Фінляндія (FIN)                     |          |          |          |          |          |          |          | Так   |       |       |       |       |       | 1       |
| Швеція (SWE)                        |          | Так      |          |          |          |          |          |       |       |       | Так   |       |       | 2       |
| Японія (JPN)                        |          | Так      |          | Так      |          |          |          |       |       |       |       |       |       | 2       |
| Загалом: 62 НОКи                    | 16       | 17       | 19       | 19       | 16       | 16       | 16       | 21    | 21    | 21    | 21    | 19    | 16    | 186     |

## Чоловіки
| Вага    | Континентальні квоти | Континентальні квоти | Континентальні квоти | Континентальні квоти | Континентальні квоти | СКТ1 2024 | СКТ2 2024 | Країна- господарка | TCI Місце | Загальна квота |
| Вага    | Африка               | Америка              | Азія                 | Європа               | Океанія              | СКТ1 2024 | СКТ2 2024 | Країна- господарка | TCI Місце | Загальна квота |
| ------- | -------------------- | -------------------- | -------------------- | -------------------- | -------------------- | --------- | --------- | ------------------ | --------- | -------------- |
| 51 кг   | 1                    | 2                    | 2                    | 2                    | 1                    | 4         | 4         | 0                  | 0         | 16             |
| 57 кг   | 1                    | 2                    | 2                    | 4                    | 1                    | 4         | 2 або 3   | 0 або 1            | 1         | 18             |
| 63,5 кг | 1                    | 2                    | 2                    | 4                    | 1                    | 4         | 4 або 5   | 0 або 1            | 1         | 20             |
| 71 кг   | 1                    | 2                    | 2                    | 4                    | 1                    | 4         | 4 або 5   | 0 або 1            | 1         | 20             |
| 80 кг   | 1                    | 2                    | 2                    | 4                    | 1                    | 4         | 2 або 3   | 0 або 1            | 1         | 18             |
| 92 кг   | 1                    | 2                    | 2                    | 2                    | 1                    | 4         | 4         | 0                  | 0         | 16             |
| +92 кг  | 1                    | 2                    | 2                    | 2                    | 1                    | 4         | 4         | 0                  | 0         | 16             |
| Загалом | 7                    | 14                   | 14                   | 22                   | 7                    | 28        | 25-28     | 0-3                | 4         | 124            |

### Найлегша вага (51 кг)
| Змагання                                    | Місце | Боксери, що кваліфікувались                                                                  |
| ------------------------------------------- | ----- | -------------------------------------------------------------------------------------------- |
| Європейські ігри 2023                       | 2     | Білал Беннама (FRA) Самет Гумуш (TUR)                                                        |
| Африканський кваліфікаційний турнір         | 1     | Патрік Чіньємба (ZAM)                                                                        |
| Азійські ігри 2022                          | 2     | Хасанбой Дусматов (UZB) Тітісан Панмод (THA)                                                 |
| Панамериканські ігри 2023                   | 2     | Хуніор Алькантара (DOM) Майкл Триндад (BRA)                                                  |
| Тихоокеанські ігри 2023                     | 1     | Юсуф Чотія (AUS)                                                                             |
| Перший світовий кваліфікаційний турнір 2024 | 4     | Алехандро Кларо (CUB) Ніджат Гусейнов (AZE) Хуан Мануель Лопес (PUR) Сакен Бібосинов (KAZ)   |
| Другий світовий кваліфікаційний турнір 2024 | 4     | Рафаель Лосано Серрано (ESP) Роско Гілл (USA) Даніель Варела де Піна (CPV) Аміт Пангал (IND) |
| Загалом                                     | 16    |                                                                                              |

### Напівлегка вага (57 кг)
| Змагання                                    | Місце | Боксери, що кваліфікувались                                                                 |
| ------------------------------------------- | ----- | ------------------------------------------------------------------------------------------- |
| Європейські ігри 2023                       | 4     | Хав'єр Ібаньєс Діас (BUL) Небіль Махмуд Ібрагім (SWE) Васіле Устурой (BEL) Хосе Кілес (ESP) |
| Африканський кваліфікаційний турнір         | 1     | Долапо Омоле (NGR)                                                                          |
| Азійські ігри 2022                          | 2     | Абдумалік Халоков (UZB) Шудай Харада (JPN)                                                  |
| Панамериканські ігри 2023                   | 2     | Джамал Гарві (USA) Сайдел Орта (CUB)                                                        |
| Тихоокеанські ігри 2023                     | 1     | Чарлі Сеньйор (AUS)                                                                         |
| Перший світовий кваліфікаційний турнір 2024 | 4     | Махмуд Сабирхан (KAZ) Їлмар Гонсалес (COL) Джуд Галлахер (IRL) Луїс Олівейра (BRA)          |
| Другий світовий кваліфікаційний турнір 2024 | 3     | Айдер Абдураїмов (UKR) Карло Паалам (PHI) Мунарбек Сеїтбек Уулу (KGZ)                       |
| Запрошення тристоронньої комісії            | 1     |                                                                                             |
| Загалом                                     | 18    |                                                                                             |

### Легка вага (63,5 кг)
| Змагання                                    | Місце | Боксери, що кваліфікувались                                                                                          |
| ------------------------------------------- | ----- | --- |
| Європейські ігри 2023                       | 4     | Дін Кленсі (IRL) Соф'ян Уміа (FRA) Лаша Гурулі (GEO) Річард Ковач (HUN)                                              |
| Африканський кваліфікаційний турнір         | 1     | Джугурта Аіт Бекка (ALG)                                                                                             |
| Азійські ігри 2022                          | 2     | Баатарсухійн Чинзоріг (MGL) Лай Чу Ен (TPE)                                                                          |
| Панамериканські ігри 2023                   | 2     | Ваят Сенфорд (CAN) Мігель Мартінес (MEX)                                                                             |
| Тихоокеанські ігри 2023                     | 1     | Гаррісон Гарсайд (AUS)                                                                                               |
| Перший світовий кваліфікаційний турнір 2024 | 4     | Хесус Кова (VEN) Обада Аль-Касбех (JOR) Руслан Абдуллаєв (UZB) Баходур Усмонов (TJK)                                 |
| Другий світовий кваліфікаційний турнір 2024 | 5     | Радослав Росенов (BUL) Ойєр Ібаррече (ESP) Ерісланді Альварес (CUB) Малік Гасанов (AZE) Базарбай Музаммедсабир (KAZ) |
| Запрошення тристоронньої комісії            | 1     | |
| Загалом                                     | 20    | |

### Напівсередня вага (71 кг)
| Змагання                                    | Місце | Боксери, що кваліфікувались                                                                       |
| ------------------------------------------- | ----- | ------------------------------------------------------------------------------------------------- |
| Європейські ігри 2023                       | 4     | Макан-Ві Траоре (FRA) Вахід Аббасов (SRB) Ніколай Тертерян (DEN) Тугрулхан Ердемір (TUR)          |
| Африканський кваліфікаційний турнір         | 1     | Омар Елаваді (EGY)                                                                                |
| Азійські ігри 2022                          | 2     | Севон Окадзава (JPN) Кан Чай Вей (TPE)                                                            |
| Панамериканські ігри 2023                   | 2     | Марко Верде (MEX) Хосе Родрігес Теноріо (ECU)                                                     |
| Тихоокеанські ігри 2023                     | 1     | Шаннан Давей (AUS)                                                                                |
| Перший світовий кваліфікаційний турнір 2024 | 4     | Рамі Мофід Ківан (BUL) Асадхуджа Муйдінхуджаєв (UZB) Асланбек Шимбергенов (KAZ) Омарі Джонс (USA) |
| Другий світовий кваліфікаційний турнір 2024 | 5     | Зеяд Ішаіш (JOR) Даміан Дуркач (POL) Нішант Дев (IND) Льюїс Річардсон (GBR) Айдан Волш (IRL)      |
| Запрошення тристоронньої комісії            | 1     |                                                                                                   |
| Загалом                                     | 20    |                                                                                                   |

### Середня вага (80 кг)
| Змагання                                    | Місце | Боксери, що кваліфікувались                                                                      |
| ------------------------------------------- | ----- | ------------------------------------------------------------------------------------------------ |
| Європейські ігри 2023                       | 4     | Олександр Хижняк (UKR) Сальваторе Кавальяро (ITA) Габріель Веочич (CRO) Мурад Аллахвердієв (AZE) |
| Африканський кваліфікаційний турнір         | 1     | Абдельрахман Орабі (EGY)                                                                         |
| Азійські ігри 2022                          | 2     | Тохтарбек Танатхан (CHN) Еумір Марсіаль (PHI)                                                    |
| Панамериканські ігри 2023                   | 2     | Арлен Лопес (CUB) Вандерлей Перейра (BRA)                                                        |
| Тихоокеанські ігри 2023                     | 1     | Каллум Пітерс (AUS)                                                                              |
| Перший світовий кваліфікаційний турнір 2024 | 4     | Нурбек Оралбай (KAZ) Каан Айкутсун (TUR) Турабек Хабібуллаєв (UZB) Пилип Акілов (HUN)            |
| Другий світовий кваліфікаційний турнір 2024 | 3     | Крістіан Піналес (DOM) Вірапон Джонгжохор (THA) Хуссейн Ішаіш (JOR)                              |
| Запрошення тристоронньої комісії            | 1     |                                                                                                  |
| Загалом                                     | 18    |                                                                                                  |

### Важка вага (92 кг)
| Змагання                                    | Місце | Боксери, що кваліфікувались                                                                     |
| ------------------------------------------- | ----- | ----------------------------------------------------------------------------------------------- |
| Європейські ігри 2023                       | 2     | Джек Марлі (IRL) Азіз Аббес Мухідін (ITA)                                                       |
| Африканський кваліфікаційний турнір         | 1     | Олайтан Олаоре (NGR)                                                                            |
| Азійські ігри 2022                          | 2     | Давлат Болтаєв (TJK) Хан Сюжен (CHN)                                                            |
| Панамериканські ігри 2023                   | 2     | Хуліо Сезар Ла Круз (CUB) Кено Мачадо (BRA)                                                     |
| Тихоокеанські ігри 2023                     | 1     | Ато Плодзіцький-Фаоагалі (SAM)                                                                  |
| Перший світовий кваліфікаційний турнір 2024 | 4     | Лазізбек Муллажонов (UZB) Енмануель Реєс (ESP) Айбек Оралбай (KAZ) Патрік Браун (GBR)           |
| Другий світовий кваліфікаційний турнір 2024 | 4     | Віктор Шелстрете (BEL) Матеуш Березницький (POL) Лорен Альфонсо (AZE) Георгій Кушиташвілі (GEO) |
| Загалом                                     | 16    |                                                                                                 |

### Надважка вага (+92 кг)
| Змагання                                    | Місце | Боксери, що кваліфікувались                                                          |
| ------------------------------------------- | ----- | ------------------------------------------------------------------------------------ |
| Європейські ігри 2023                       | 2     | Мухаммад Абдуллаєв (AZE) Делішес Орі (GBR)                                           |
| Африканський кваліфікаційний турнір         | 1     | Мурад Хаді (ALG)                                                                     |
| Азійські ігри 2022                          | 2     | Баходір Жалолов (UZB) Камшибек Кункабаєв (KAZ)                                       |
| Панамериканські ігри 2023                   | 2     | Джошуа Едвардс (USA) Абнер Тейшейра (BRA)                                            |
| Тихоокеанські ігри 2023                     | 1     | Теремоана Джуніор (AUS)                                                              |
| Перший світовий кваліфікаційний турнір 2024 | 4     | Дієго Ленці (ITA) Нелві Тяфак (GER) Омар Шиха (NOR) Джамілі-Діні Абуду Мойндзе (FRA) |
| Другий світовий кваліфікаційний турнір 2024 | 4     | Джерлон Конго (ECU) Давид Чалоян (ARM) Аюб Гадфа (ESP) Дмитро Ловчинський (UKR)      |
| Загалом                                     | 16    |                                                                                      |

## Жінки
| Вага    | Континентальні квоти | Континентальні квоти | Континентальні квоти | Континентальні квоти | Континентальні квоти | СКТ1 2024 | СКТ2 2024 | Країна- господарка | TCI Місце | Загальна квота |
| Вага    | Африка               | Америка              | Азія                 | Європа               | Океанія              | СКТ1 2024 | СКТ2 2024 | Країна- господарка | TCI Місце | Загальна квота |
| ------- | -------------------- | -------------------- | -------------------- | -------------------- | -------------------- | --------- | --------- | ------------------ | --------- | -------------- |
| 50 кг   | 2                    | 2                    | 4                    | 4                    | 1                    | 4         | 3 або 4   | 0 або 1            | 1         | 22             |
| 54 кг   | 2                    | 2                    | 4                    | 4                    | 1                    | 4         | 3 або 4   | 0 або 1            | 1         | 22             |
| 57 кг   | 2                    | 4                    | 4                    | 4                    | 1                    | 2         | 3 або 4   | 0 або 1            | 1         | 22             |
| 60 кг   | 2                    | 4                    | 4                    | 4                    | 1                    | 3         | 2 або 3   | 0 або 1            | 1         | 22             |
| 66 кг   | 2                    | 2                    | 2                    | 4                    | 1                    | 4         | 3 або 4   | 0 або 1            | 1         | 20             |
| 75 кг   | 1                    | 2                    | 2                    | 2                    | 1                    | 4         | 4         | 0                  | 0         | 16             |
| Загалом | 11                   | 16                   | 20                   | 22                   | 6                    | 21        | 20-23     | 0-3                | 5         | 124            |

### Найлегша вага (50 кг)
| Змагання                                    | Місце | Боксери, що кваліфікувались                                                                            |
| ------------------------------------------- | ----- | --- |
| Європейські ігри 2023                       | 4     | Бусеназ Чакироглу (TUR) Джорданна Соррентіно (ITA) Лаура Фуертес Фернандес (ESP) Вассіла Лхадірі (FRA) |
| Африканські ігри 2023                       | 2     | Румаїса Буалам (ALG) Ясмін Мутакі (MAR)                                                                |
| Азійські ігри 2022                          | 4     | Оюнтсетсегіін Єсуген (MGL) Ву Ю (CHN) Чутамат Раксат (THA) Нікхат Зарін (IND)                          |
| Панамериканські ігри 2023                   | 2     | Каролін де Алмейда (BRA) Дженніфер Лозано (USA)                                                        |
| Тихоокеанські ігри 2023                     | 1     | Монік Суракі (AUS)                                                                                     |
| Перший світовий кваліфікаційний турнір 2024 | 4     | Максі Клоцер (GER) Сабіна Бобокулова (UZB) Айра Вілегас (PHI) Інгріт Валенсія (COL)                    |
| Другий світовий кваліфікаційний турнір 2024 | 4     | Назим Кизайбай (KAZ) Дайна Мурхауз (IRL) Піхла Кайво-Оджа (FIN) Фатіма Еррера (MEX)                    |
| Запрошення тристоронньої комісії            | 1     | |
| Загалом                                     | 22    | |

### Легша вага (54 кг)
| Змагання                                    | Місце | Боксери, що кваліфікувались                                                                   |
| ------------------------------------------- | ----- | --------------------------------------------------------------------------------------------- |
| Європейські ігри 2023                       | 4     | Чарлі-Сін Девісон (GBR) Станимира Петрова (BUL) Лекремьоара Періжоц (ROU) Хатідже Акбаш (TUR) |
| Африканські ігри 2023                       | 2     | Відад Берталь (MAR) Йомна Аяад (EGY)                                                          |
| Азійські ігри 2022                          | 4     | Пріті Павар (IND) Чан Юань (CHN) Пан Чхоль Мі (PRK) Нігіна Уктамова (UZB)                     |
| Панамериканські ігри 2023                   | 2     | Єні Аріас (COL) Тетяна де Хесус (BRA)                                                         |
| Тихоокеанські ігри 2023                     | 1     | Тіана Ечегарай (AUS)                                                                          |
| Перший світовий кваліфікаційний турнір 2024 | 4     | Сара Чиркович (SRB) Джутамас Джитпонг (THA) Сірін Чараабі (ITA) Во Тхі Кім Анг (VIE)          |
| Другий світовий кваліфікаційний турнір 2024 | 4     | Монгонцецеджін Енхджаргал (MGL) Хуан Сяовень (TPE) Дженніфер Легейн (IRL) Во Ім Е Цзі (KOR)   |
| Запрошення тристоронньої комісії            | 1     |                                                                                               |
| Загалом                                     | 22    |                                                                                               |

### Напівлегка вага (57 кг)
| Змагання                                    | Місце | Боксери, що кваліфікувались                                                            |
| ------------------------------------------- | ----- | -------------------------------------------------------------------------------------- |
| Європейські ігри 2023                       | 4     | Світлана Станева (BUL) Ірма Теста (ITA) Мікаела Волш (IRL) Аміна Зідані (FRA)          |
| Африканські ігри 2023                       | 2     | Хулуд Хлімі (TUN) Марселад Сакобі Матшу (COD)                                          |
| Азійські ігри 2022                          | 4     | Парвін Хоода (IND) Лін Ютін (TPE) Каріна Ібрагімова (KAZ) Міджгона Самадова (TJK)      |
| Панамериканські ігри 2023                   | 4     | Валерія Арболеда (COL) Ешлеянн Лозада (PUR) Жусьєлен Ромеу (BRA) Омайлін Алькала (VEN) |
| Тихоокеанські ігри 2023                     | 1     | Тіна Рахімі (AUS)                                                                      |
| Перший світовий кваліфікаційний турнір 2024 | 2     | Несті Петесіо (PHI) Юлія Шеремета (POL)                                                |
| Другий світовий кваліфікаційний турнір 2024 | 4     | Алісса Мендоса (USA) Сю Жічюн (CHN) Джайсмін Ламборія (IND) Есра Їлдиз (TUR)           |
| Запрошення тристоронньої комісії            | 1     |                                                                                        |
| Загалом                                     | 22    |                                                                                        |

### Легка вага (60 кг)
| Змагання                                    | Місце | Боксери, що кваліфікувались                                                                   |
| ------------------------------------------- | ----- | --------------------------------------------------------------------------------------------- |
| Європейські ігри 2023                       | 4     | Келлі Гаррінгтон (IRL) Естель Мосселі (FRA) Гізем Озер (TUR) Наталія Шадріна (SRB)            |
| Африканські ігри 2023                       | 2     | Наджила Хеліф (ALG) Синтія Огунсемілоре (NGR)                                                 |
| Азійські ігри 2022                          | 4     | Тхананья Сомнуек (THA) Вон Унг Йонг (PRK) У Шиї (TPE) Ян Венлу (CHN)                          |
| Панамериканські ігри 2023                   | 4     | Анджі Вальдес (COL) Марія Хосе Паласіос (ECU) Джаджейра Гонсалес (USA) Беатріс Феррейра (BRA) |
| Тихоокеанські ігри 2023                     | 1     | Тайла Макдональд (AUS)                                                                        |
| Перший світовий кваліфікаційний турнір 2024 | 3     | Челсі Хейнен (NED) Доньєта Садіку (KOS) Алессія Месіано (ITA)                                 |
| Другий світовий кваліфікаційний турнір 2024 | 3     | Агнес Алексюссон (SWE) О Йон Чі (KOR) Ха Тхі Лінг (VIE)                                       |
| Запрошення тристоронньої комісії            | 1     |                                                                                               |
| Загалом                                     | 22    |                                                                                               |

### Напівсередня вага (66 кг)
| Змагання                                    | Місце | Боксери, що кваліфікувались                                                           |
| ------------------------------------------- | ----- | ------------------------------------------------------------------------------------- |
| Європейські ігри 2023                       | 4     | Анна Хаморі (HUN) Ошин Дерев'ю (BEL) Розі Еклз (GBR) Бусеназ Сюрменелі (TUR)          |
| Африканські ігри 2023                       | 2     | Альсінда Пангуана (MOZ) Імане Хеліф (ALG)                                             |
| Азійські ігри 2022                          | 2     | Ян Лю (CHN) Джанджем Суваннафенг (THA)                                                |
| Панамериканські ігри 2023                   | 2     | Морель Маккейн (USA) Барбара Марія дос Сантос (BRA)                                   |
| Тихоокеанські ігри 2023                     | 1     | Марісса Вілльямсон (AUS)                                                              |
| Перший світовий кваліфікаційний турнір 2024 | 4     | Марія Моронта (DOM) Чень Няньцінь (TPE) Анджела Каріні (ITA) Анета Ригельська (POL)   |
| Другий світовий кваліфікаційний турнір 2024 | 4     | Навбахор Хамідова (UZB) Джессіка Требельова (SVK) Бріжит Мбабі (COD) Грейн Волш (IRL) |
| Запрошення тристоронньої комісії            | 1     |                                                                                       |
| Загалом                                     | 20    |                                                                                       |

### Середня вага (75 кг)
| Змагання                                    | Місце | Боксери, що кваліфікувались                                                             |
| ------------------------------------------- | ----- | --------------------------------------------------------------------------------------- |
| Європейські ігри 2023                       | 2     | Давіна-Мірха Мішель (FRA) Аойф О'Рурк (IRL)                                             |
| Африканські ігри 2023                       | 1     | Хадіжа Ель-Марді (MAR)                                                                  |
| Азійські ігри 2022                          | 2     | Лі Цянь (CHN) Ловліна Боргохайн (IND)                                                   |
| Панамериканські ігри 2023                   | 2     | Таммара Тібо (CAN) Атейна Байлон (PAN)                                                  |
| Тихоокеанські ігри 2023                     | 1     | Кейтлін Паркер (AUS)                                                                    |
| Перший світовий кваліфікаційний турнір 2024 | 4     | Сінді Нгамба (EOR) Шантелль Рейд (GBR) Сунніва Гофстед (NOR) Ельжбета Вуйцік (POL)      |
| Другий світовий кваліфікаційний турнір 2024 | 4     | Байсон Манікон (THA) Ерджі Басіадан (PHI) Валентина Хальзова (KAZ) Чітлаллі Ортіз (MEX) |
| Загалом                                     | 16    |                                                                                         |